# آن ليستر
آن ليستر (3 أبريل 1791 - 22 سبتمبر 1840) كاتبة يوميات إنجليزية، اشتهرت بالكتابة الإباحية وأُطلق عليها لقب «السحاقية الأولى في العصر الحديث».
تعود أصول ليستر إلى عائلة إقطاعية صغيرة بمستعمرة شيبدين بإقليم كالديرديل الحضري بمقاطعة غرب يوركشير في شمال إنجلترا، مارست العديد من سلوكيات المثليات منذ أيام الدراسة فصاعدًا، ومرارًا في الرحلات الطويلة خارج البلاد. ارتدت اللون الأسود فقط، كان جسدها قوي العضلات وصاحبة مظهر ذكوري، حصلت على مؤهل عالٍ، وعُرفت عمومًا فيما بعد، باسم غير لطيف «السيد النبيل جاك». كانت علاقتها العاطفية الأخيرة مع آن والكر، وهي شخصية هامة تزوجت منها نظريًا في كنيسة الثالوث المقدس بمدينة يورك، الشهيرة حاليًا بأنها ملتقى زواج المثليات في بريطانيا.
تُظهر يوميات ليستر الكثير عن الحياة المعاصرة في غرب يوركشير، من بينها تطويرها لقاعة منزل شيبدين التاريخي، واهتماماتها بتنسيق الحدائق واستخراج المعادن والسكك الحديدية وشق القنوات. كتبت ليستر العديد من التدوينات الغامضة ولم تُفك شفرتها إلا بعد وفاتها بوقت طويل. صورت السحاق بشكل صريح لدرجة الاعتقاد بأنها خدعة حتى تأكدت المصادر من صحتها.

## حياتها
آن ليستر هي الطفلة الثانية والابنة الكبرى لجيريمي ليستر (1753-1836) أحد المجندين الشباب في كتبية المشاة العاشرة في معارك لكسنغتون وكونكورد في حرب الاستقلال الأمريكية عام 1775. تزوج ريبيكا باتل (1770-1817) من قرية ويلتون بشرق يوركشير. أنجبا طفلهما الأول، جون عام 1789 لكنه تُوفي في نفس العام. وُلدت آن ليستر في هاليفاكس في 3 أبريل عام 1791. انتقلت العائلة إلى عقار يُدعى منزل سكلفلر بسوق ويغتون في عام 1793. قضت آن الصغيرة سنوات حياتها الأولى في هذا المنزل. وُلد الابن الثاني، صموئيل الذي كان مقربًا من آن في عام 1793. أنجبا الوالدان أربعة أبناء وثلاث بنات، لم يبقَ على قيد الحياة سوى آن وشقيقتها الصغرى ماريان (وُلدت في 13 أكتوبر 1798).
ذهبت آن في سن السابعة إلى مدرسة تديرها السيدة هاجيوس والسيدة شيتل في أجنسجيت بمدينة ريبون. تلقت ليستر تعليمها في المنزل بين عامي 1801 و1804 على يد القس جورج سكلدينغ، فيقار ويغتون. أعطت ميسيز ميلين دروسًا لليستر أثناء زياراتها لخالتها آن وعمها جيمس في قاعة منزل شيبدين. ذهبت آن ليستر عام 1804 إلى مدرسة مانور هاوس في مدينة يورك (في مباني قصر الملك)، حيث التقت آن بحبها الأول إليزا رين (1791-1860). كانت إليزا الابنة غير الشرعية نصف هندية لجراح شركة الهند الشرقية في مدراس، جاءت إلى يوركشير بعد وفاته وورثت مبلغًا كبيرًا من المال. تشاركت آن وإليزا غرفة نوم في المدرسة الداخلية، لكن طلبت إليزا من آن المغادرة بعد عامين. توقعت إليزا أن تعيش مع آن كشخصين بالغين، لكن آن بدأت علاقاتها مع نساء أخريات بما في ذلك إيزابيلا نوركليف وماريانا بيلكومب. أصبحت إليزا مريضة بعد إصابتها بحالة من اليأس والإحباط وذهبت إلى مستشفى كليفتون، الذي يديره ويليام والد ماريانا، في عام 1814. نُقلت إليزا رين لاحقًا إلى تراس هاوس في قرية أوزبالدويك وتوفيت بها في 31 يناير 1860 ودُفنت في باحة كنيسة أوزبالدويك على الجانب الآخر من الطريق.
أظهرت ليستر اهتمامًا بالأدب الكلاسيكي، أثناء فترة تعليمها في المنزل. ذكرت آن الصغيرة في رسالة قديمة إلى خالتها بتاريخ 3 فبراير 1803، «مكتبتي هي متعة عظيمة بالنسبة لي ... لقد أسعدني التاريخ اليوناني كثيرًا».
ورثت ليستر ملكية مستعمرة شيبدين عند وفاة عمها في عام 1826، لكنها كانت تستحوذ على جزء فقط من الإيراد حتى وفاة والدها وعمتها في عام 1836، عندها استحوذت على نصيبهما من الأسهم المالية. سمحت لها ثروتها بقدر من الحرية والعيش كيفما تشاء.
تضمنت محفظة ليستر المالية عقارات في المدينة، وأسهمًا في القنوات والسكك الحديدية، والتعدين، والمحاجر بالإضافة إلى الإيراد من الأراضي الزراعية المستأجرة. استخدمت ليستر هذا الدخل من المحفظة المتنوعة لتمويل شغفيها، تجديد قاعة منزل شيبدين، والسفر إلى الأراضي الأوروبية.
وُصفت ليستر بأنها «ذات مظهر ذكوري». كانت ماريانا لوتون (لقبها عند الولادة: بيلكومب) -إحدى عشاقها- تخجل في البداية من الظهور علنًا مع ليستر بسبب التعليقات التي تُقال على مظهر ليستر. كانت ليستر ترتدي ملابس سوداء تمامًا (كما كان شائعًا بالنسبة للسادة النبلاء في ذلك الوقت) وشاركت في العديد من الأنشطة التي لم تكن شائعة للنساء المشاركة فيها آنذاك، مثل افتتاح وامتلاك مناجم. كان يشار إليها باسم «السيد النبيل جاك» في بعض الأوساط. كانت لوتون وليستر عاشقتين لما يقرب من عقدين من الزمان، بما في ذلك الفترة التي تزوجت خلالها لوتون واستقال زوجها. زارا سيدتي لانغولين بمنزل بالاس نيوييد بمدينة لانغولين في عام 1822.
على الرغم من مقابلة ليستر لآن والكر، التي أصبحت وريثة ثرية بحلول عام 1832، في مناسبات مختلفة في عشرينيات القرن التاسع عشر، إلا أن آن والكر لعبت دورًا أكثر أهمية في حياة ليستر. قدمت ليستر ووالكر القربان معًا في عيد الفصح الأحد (30 مارس) عام 1834 في كنيسة الثالوث المقدس، بمدينة يورك، ومن ثم اعتبرن أنفسهن متزوجات، ولكن دون اعتراف قانوني. تُعتبر الكنيسة بأنها «أيقونة وشاهد على أول حالة زواج للمثليات في بريطانيا»، وتوجد لوحة زرقاء تذكارية بالمبنى حاليًا. عاشت الزوجان معًا في قاعة منزل شيبدين حتى وفاة ليستر في عام 1840.
استخدمت ليستر ثروة والكر في تحسين قاعة منزل شيبدين وشلال وبحيرة ضمن أملاكها. جددت ليستر قاعة منزل شيبدين بشكل ملحوظ وفقًا لتصميمها الخاص. أضافت برجًا على الطراز القوطي إلى المنزل الرئيسي في عام 1838 ليكون بمثابة مكتبتها الخاصة. كما حفرت نفق أسفل المبنى مما سمح للموظفين بالتحرك دون إزعاجها.
كانت ليستر صاحبة عقيدة أنجليكية قوية طوال حياتها، وظلت أيضًا عضوة في حزب المحافظين ببريطانيا «المهتمة بالدفاع عن امتيازات الطبقة الأرستقراطية المالكة للأرض».

## وفاتها
تُوفيت ليستر في 22 سبتمبر 1840، عن عمر يناهز 49 عامًا، في مدينة كوتايس (كوتايسي في جورجيا حاليًا) بسبب الحمى أثناء سفرها مع آن والكر. أعادت والكر جثة ليستر إلى المملكة المتحدة، حيث دُفنت في كنيسة مينستر بمدينة هاليفاكس، في 29 أبريل 1841. اكتُشف شاهد قبرها في عام 2000، بعد تغطيته بالبلاط في عام 1879.
طبقًا لوصية ليستر، يرثها أبناء عمومتها من جهة الأب، ولكن تنتفع والكر بالميراث مدى حياتها. أمضت والكر وقتًا قصيرًا في تراس هاوس، وهو منزل خاص في قرية أوسبالدويك، بعد التصريح بأنها «مختلة عقليًا»، ثم في منطقة لندن برفقة أختها وصهرها. عادت والكر إلى قاعة منزل شيبدين في عام 1845 ثم إلى منزل عائلتها في لايتكليف عام 1848. وتوفيت بمنزل طفولتها كليف هيل بقرية لايتكليف، غرب يوركشير في عام 1854.
ذكرت صحيفة ليدز تايمز في عام 1882، أثناء الإبلاغ عن نزاع حول ملكية قاعة منزل شيبدين، وبعد مرور أكثر من 40 عامًا على وفاتها: «ما زالت السمات الشخصية الذكورية للآنسة ليستر في الذاكرة لا تُنسى».